# ميخائيل برستون
ميخائيل برستون (بالإنجليزية: Michael Preston)‏ هو ممثل بريطاني، ولد في 14 مايو 1938 في المملكة المتحدة.

## أعمال

### أفلام
- (1981) ماد ماكس 2

## وصلات خارجية
- ميخائيل برستون على موقع IMDb (الإنجليزية)
- ميخائيل برستون على موقع ميوزك برينز (الإنجليزية)
- ميخائيل برستون على موقع ديسكوغز (الإنجليزية)
- ميخائيل برستون على موقع قاعدة بيانات الفيلم (الإنجليزية)